# Кабаков, Марк Владимирович
Марк Владимирович Кабаков (24 апреля 1924, Ленинград — 13 июня 2016, Москва) — русский писатель, поэт и публицист, капитан 1-го ранга.

## Биография
Родился в Ленинграде, в еврейской семье из Минска. В детстве жил в московском районе Марьина Роща. Учился в военно-морской спецшколе в Москве.
Участник Великой Отечественной войны. Служил в ВМФ, с 1944 старшина 1-й статьи на охотнике «Штурман» бригады охраны водного района Северного флота.
В 1947 г. окончил Высшее военно-морское инженерное училище имени Ф. Э. Дзержинского. Служил на Балтийском, Черноморском и Северном флотах до 1974 года. Сотрудничал с газетами «Правда», «Красная звезда», «Литературная газета», «Советская Россия» и другими.
Жил в Москве. С 2004 года являлся также гражданином Израиля, где проводил несколько месяцев в году.
Автор более двадцати книг стихов и прозы. Член Союза писателей СССР (1973) и Союза писателей Москвы.

## Произведения

### Поэзия
- Романтики: Стихи. — Калининград, 1961
- Земные острова: Стихи. — Калининград, 1963
- Позывные сердца: Стихи. — Симферополь, 1967
- Ночная вахта: Стихи. — М., 1972
- Зал ожидания: Стихи. — М., 1984
- Мои корабли: Стихотворения и поэмы. — М., 1984
- Лирика: Стихи, «Книга-Сэфер», Израиль-Москва, 2007
- «Твое дыханье рядом…», «Книга-Сэфер», Израиль-Москва, 2009

### Проза
- Высокой доблести свидетели: Очерки. — М., 1979
- Битый лед: Повесть. — М., 1981
- Золотые якоря, проза. — М.: Рипол, 2011